# Coalton, Ohio
Coalton là một làng thuộc quận Jackson, tiểu bang Ohio, Hoa Kỳ. Năm 2010, dân số của làng này là 479 người.

## Dân số
- Dân số năm 2000: 545 người.
- Dân số năm 2010: 479 người.